# Антонио Конте (мачевалац)
Антонио Конте (итал. Antonio Conte; Минтурно, 11. децембар 1867 — Минтурно, 4. фебруар 1953) је био италијански мачевалац, који је учесник других Олимпијским играма 1900. у Паризу.
Пошто је на раним олимпијским играма, званично било дозвољено да у мачевању учествују и професионални тренери, мајстори мачевалачког спорта учествовао је и Антонио Конте.
Антонио Конте је био наредник у војсци, где је усавршио технику мачевања у Војној школи у Модени. Преселио се у Милано где ради као војни учитељ мачевања, а затим прелази у Париз, пошто је напустио војску.
На Летњим олимпијским играма 1900. Конте је учествовао у две дисциплине у којима су се такмичили професионални тренери сабљи и флорету. У такмичењу у сабљи освојио је злато, а у флорету је заузео четврто место.
Године 1904. отишао је у Шпанију, где се оженио, а затим се вратио у Париз. Кад је напунио 80 година, а након смрти супруге, вратио се у родни Минтурно, где је после шест године умро у локалној болници. Иза њега остала је велика заоставштина вредна око 300 милона италијанских лира, која се састојала од имовине, земљишта и накита.

## Резултати на ОИ
У првом такмичењу флорет је учествовало 60 мачевалаца из 8 земаља. У првом колу и четвртфиналу одржана по једна борба и у обе је победио. У полуфиналу су биле две групе по 8 такмичара где је мачевало свако са сваким. Конте је својој групи резултатом 5:2 (5 победа, 2 пораза) пласирао у финале, где је истим резултатом 5:2 заузео 4 место.
У другом такмичењу сабља учествовало је 29 такмичара из 7 земаља. У квалификација да се добије 16 полуфиналиста Конте је победио свог противника. У полуфиналу су биле две групе по 8 такмичара где је мачевало свако са сваким. Конте је својој групи био први резултатом 6:1, а у финалу је постигао још бољи резултат 7:0 и освојио златну медаљу.